# Backglim
Backglim (Silene nutans) är en flerårig ört i familjen nejlikväxter som kan bli upp till femtio centimeter hög. Den växer i tuvor.
Backglim växer på ängsbackar och blommar under högsommaren och återfinns i södra och mellersta Sverige.
Blomdelarnas utvecklingsgång är delad i tre stadier, då blomningen börjar med de 5 yttre ståndarna, och först sedan de vissnat, blommar ståndarna i den inre kretsen. Därefter är det till slut märkenas tur att växa ut till full blomning. Blommornas hängande ställning och rakt utstående ståndare och märken utgör en avpassning för sådana insekter, som genom oavbruten vibration med vingarna står i svävande ställning framför blomman under sitt honungssugande, i främsta rummet således en mängd nattfjärilar, som ej slår ned på blomman, utan under full flykt för en längre eller kortare stund sticker in sitt sugrör i blommans inre och därvid rör vid de långt utskjutande ståndarknapparna eller märkena. En del av dessa fjärilar svärmar i fullt dagsljus, men flertalet under högsommarens halvdunkla förnätter. De ljusa färgerna på blommorna och de vita kronbladen är då lätta att se. 
Backglimmets blommor är uteslutande anpassade för nattaktiva insekter. Kronbladen har nämligen mycket långa och smala flikar, som under dagen är inrullade, men som framåt kvällen rätar ut sig och genom sin ställning visar sin bländvita översida, och utsänder en stark och mycket behaglig nejlikdoft. Blomman hör därför till de nyktigama växterna som väljer skymningen och natten för pollineringen, något som bland detta släktes många arter är ganska allmänt.
- Kal backglim Silene nutans var. infracta
- Vanlig backglim Silene nutans var. nutans